# Certamen Ciceronianum Arpinas
Il Certamen Ciceronianum Arpinas è una competizione internazionale sulla lingua latina alla quale possono partecipare gli studenti di tutto il mondo che frequentano l'ultimo anno dei licei classici e dei licei scientifici (questi ultimi dal 2015). La prova consiste nella traduzione e nel commento di un passo tratto da un'opera di Cicerone.
La competizione si tiene annualmente nel mese di maggio ad Arpino, città natale di Marco Tullio Cicerone, presso il Centro Studi Umanistici Marco Tullio Cicerone. Oltre alla gara vera e propria durante le quattro giornate della manifestazione si svolgono concerti, mostre, visite guidate, seminari e incontri sulla lingua e la letteratura latina.
Numerosi i Certamina nati in Europa con la formula del Certamen Ciceronianum Arpinate che resta l'unica gara tra studenti europei.

## Storia
Il Certamen Ciceronianum Arpinas nasce nel 1980 in edizione regionale su iniziativa di Ugo Quadrini, allora preside del Liceo-Ginnasio "Tulliano" di Arpino. L'anno successivo si svolge la prima edizione a livello nazionale e successivamente la manifestazione si allarga a livello internazionale. La manifestazione ha ricevuto l'alto patronato della presidenza della Repubblica.
L'edizione 2017 ha visto la partecipazione di 167 studenti provenienti da 98 licei di 14 diversi paesi; all'edizione 2018 hanno preso parte 164 studenti provenienti da 97 licei (di cui 24 italiani) di 13 diversi paesi.
Tra quanti hanno a cuore la manifestazione, è costituita l'associazione degli Ambasciatori del Certamen che oltre al sostegno organizzativo si propone di tener vivo il legame di amicizia tra la Città di Arpino e gli ex partecipanti (circa 20.000).

## Albo d'oro
| Elenco dei vincitori del Certamen Ciceronianum Arpinas (aggiornata al 12 maggio 2024) |          |                                            |                                                         |
| Anno                                                                                  | Edizione | Vincitore                                  | Provenienza                                             |
| 2024                                                                                  | XLIII    | Lucia Zamberletti                          | Liceo classico "Ernesto Cairoli" di Varese              |
| 2023                                                                                  | XLII     | George Löhnig                              | Albertus Magnus Gymnasium – Ratisbona (Germania)        |
| 2022                                                                                  | XLI      | Matteo Lorenzo Guglielmo Palandri Raggi    | Liceo Classico "Parentucelli" di Sarzana                |
| 2021                                                                                  | XL       | Arnold Wöhrman                             | Wilhems Gymnasium - Monaco (Germania)                   |
| 2020                                                                                  | -        | edizione rinviata causa emergenza Covid-19 | -                                                       |
| 2019                                                                                  | XXXIX    | Leonardo Monni                             | Liceo classico "Cornelio Tacito" di Roma                |
| 2018                                                                                  | XXXVIII  | Giovanni Franco                            | Liceo classico "L.A. Muratori- San Carlo" di Modena     |
| 2017                                                                                  | XXXVII   | Giacomo Troiano                            | Liceo classico "Augusto" di Roma                        |
| 2016                                                                                  | XXXVI    | Mariachiara Arminio                        | Liceo scientifico "A. Calini" di Brescia                |
| 2015                                                                                  | XXXV     | Francesca Di Giovanni                      | Liceo "V. Alfieri" di Torino                            |
| 2014                                                                                  | XXXIV    | Jacopo Quaglierini                         | Liceo "Virgilio" di Empoli (FI)                         |
| 2013                                                                                  | XXXIII   | Nico Alfieri                               | Liceo "M. Pagano" di Campobasso                         |
| 2012                                                                                  | XXXII    | Jakob Rappenglück                          | Liceo "Wilhelms" di Monaco (Germania)                   |
| 2011                                                                                  | XXXI     | Glauco Schettini                           | Liceo classico "T. Mamiani" di Roma                     |
| 2010                                                                                  | XXX      | Enrico Grenga                              | Liceo "D. Alighieri" di Latina                          |
| 2009                                                                                  | XXIX     | Ilaria De Regis                            | Liceo "Casiraghi" di Cinisello Balsamo (MI)             |
| 2008                                                                                  | XXVIII   | Alice Parialò                              | Liceo "Maurolico" di Messina                            |
| 2007                                                                                  | XXVII    | Roberto Tonelli                            | Liceo "L.A. Muratori" di Modena                         |
| 2006                                                                                  | XXVI     | Elia Rudoni                                | Liceo "C. Alberto" di Novara                            |
| 2005                                                                                  | XXV      | Giovanni Merlo                             | Liceo "E. Montale" di San Donà di Piave (VE)            |
| 2004                                                                                  | XXIV     | Barbara Schellhaas                         | Liceo "N. Cusanus" di Bergisch Gladbach (Germania)      |
| 2003                                                                                  | XXIII    | Alessandro Tomas                           | Liceo "M. Morelli" di Vibo Valentia                     |
| 2002                                                                                  | XXII     | Emanuele Riccardo D'Amanti                 | Liceo "S. Canizzaro" di Vittoria (RG)                   |
| 2001                                                                                  | XXI      | Giacomo Maria Leoni                        | Liceo "Niccolini-Guerrazzi" di Livorno                  |
| 2000                                                                                  | XX       | Marco Di Nardo                             | Liceo "C. Beccaria" di Milano                           |
| 1999                                                                                  | XIX      | Myriam Schleiss                            | Liceo "de Burier" di La Tour de Peilz (Svizzera)        |
| 1998                                                                                  | XVIII    | Guido D'Alessandro                         | Liceo "Imbriani" di Pomigliano D'Arco (NA)              |
| 1997                                                                                  | XVII     | Marco Cerasoli                             | Liceo "B. Da Norcia" di Roma                            |
| 1996                                                                                  | XVI      | Andrea Cavanna                             | Liceo "A. Monti" di Chieri (TO)                         |
| 1995                                                                                  | XV       | Rita Kopeczky                              | Liceo "Patrona Hunghariae" di Budapest (Ungheria)       |
| 1994                                                                                  | XIV      | Daniele Filippi                            | Liceo "G. Carducci" di Milano                           |
| 1993                                                                                  | XIII     | Massimo Di Maio                            | Liceo "Plinio Seniore" di Castellammare di Stabia (NA)  |
| 1992                                                                                  | XII      | Chiara Povero                              | Liceo "F. Porporato" di Pinerolo (TO)                   |
| 1991                                                                                  | XI       | Francesco Bosco                            | Liceo "E. Repetti" di Carrara (MS)                      |
| 1990                                                                                  | X        | Thomas Rüfner                              | Liceo "Vinzenz Pallotti Kolleg" di Rheinbach (Germania) |
| 1989                                                                                  | IX       | Roman Sosnawski                            | Liceo "E. Plater" di Sosnowiec (Polonia)                |
| 1988                                                                                  | VIII     | Maria Zanichelli                           | Liceo "L. Ariosto" di Reggio Emilia                     |
| 1987                                                                                  | VII      | Livio Trusolino                            | Liceo "M. D'Azeglio" di Torino                          |
| 1986                                                                                  | VI       | Simone Saccaro                             | Liceo "L. Galvani" di Bologna                           |
| 1985                                                                                  | V        | Gabriele Altana                            | Liceo "V. Monti" di Cesena (FC)                         |
| 1984                                                                                  | IV       | Cristina Biassinutto                       | Liceo "A. Pigafetta" di Vicenza                         |
| 1983                                                                                  | III      | Nicola Fossati                             | Liceo "G. Galilei" di Pisa                              |
| 1982                                                                                  | II       | Michele Colonna                            | Liceo "La Farina" di Messina                            |
| 1981                                                                                  | I        | Emilio Girino                              | Liceo "C. Balbo" di Casale Monferrato (AL)              |